# لوهانسک ایرلاینز
لوهانسک ایرلاینز (به انگلیسی: Luhansk Airlines) یک شرکت هواپیمایی با کد یاتا L7 است که در ۲۰۰۳ میلادی تأسیس شده‌است. دفتر مرکزی لوهانسک ایرلاینز در لوهانسک، اوکراین واقع شده‌است و قطب این شرکت هواپیمایی در فرودگاه بین‌المللی لوهانسک قرار دارد و به ۳ مقصد، پرواز انجام می‌دهد.